# The Informers (film)
The Informers er en amerikansk film fra 2009, produceret af Marco Weber og instrueret af Gregor Jordan. Den er baseret på en række noveller fra 1994, skrevet af Bret Easton Ellis.